# Liste der Pfarren im Dekanat Piesting
Das Dekanat Piesting ist ein Dekanat im Vikariat Unter dem Wienerwald der römisch-katholischen Erzdiözese Wien.

## Pfarren mit Kirchengebäuden und Kapellen
| Pfarre               | Pfarrverband              | Ink.       | Seit              | Patrozinium                  | Kirchengebäude und Kapellen                                                                         | Bild                        |
| -------------------- | ------------------------- | ---------- | ----------------- | ---------------------------- | --------------------------------------------------------------------------------------------------- | --------------------------- |
| Dreistetten          | Mittleres Piestingtal     |            | um 1300           | St. Georg                    | Pfarrkirche Dreistetten                                                                             | Pfarrkirche Dreistetten     |
| Gutenstein           | Piesting- und Schwarzatal |            | um 1150           | St. Johannes der Täufer      | Pfarrkirche Gutenstein Wallfahrtskirche Mariahilfberg, Kapelle im Landespensionistenheim Gutenstein | Pfarrkirche Gutenstein      |
| Matzendorf           | Vorderes Piestingtal      | Melk (OSB) | 1783              | St. Radegundis               | Pfarrkirche Matzendorf Kapelle in Hölles                                                            | Pfarrkirche Matzendorf      |
| Pernitz              | Piesting- und Schwarzatal |            | 1447              | St. Nikolaus                 | Pfarrkirche Pernitz                                                                                 | Pfarrkirche Pernitz         |
| Markt Piesting       | Mittleres Piestingtal     |            | um 1400           | St. Leonhard                 | Pfarrkirche Piesting                                                                                | Pfarrkirche Piesting        |
| Rohr im Gebirge      | Piesting- und Schwarzatal |            | um 1400, neu 1622 | St. Ulrich                   | Pfarrkirche Rohr im Gebirge Kapelle Maria Einsiedeln                                                | Pfarrkirche Rohr im Gebirge |
| Scheuchenstein       | Piesting- und Schwarzatal |            | 1342, neu 1783    | St. Rupert                   | Pfarrkirche Scheuchenstein                                                                          | Pfarrkirche Scheuchenstein  |
| Schwarzau im Gebirge | Piesting- und Schwarzatal |            | vor 1200          | St. Nikolaus und Mariä Namen | Pfarrkirche Schwarzau im Gebirge Kapelle in Vois                                                    | Schwarzau im Gebirge        |
| Steinabrückl         | Vorderes Piestingtal      |            | 1879              | Unbefleckte Empfängnis       | Pfarrkirche Steinabrückl                                                                            | Pfarrkirche Steinabrückl    |
| Waidmannsfeld        | Piesting- und Schwarzatal |            | um 1136           | Mariä Himmelfahrt            | Pfarrkirche Waidmannsfeld Filialkirche Ortmann                                                      | Pfarrkirche Waidmannsfeld   |
| Waldegg              | Mittleres Piestingtal     |            | 1136, neu 1784    | St. Jakob der Ältere         | Pfarrkirche Waldegg Filialkirche Oed                                                                | Pfarrkirche Waldegg         |
| Wöllersdorf          | Vorderes Piestingtal      |            | 1783              | St. Georg                    | Pfarrkirche Wöllersdorf Kapelle im Immakulatakloster Wöllersdorf                                    | Pfarrkirche Wöllersdorf     |
| Wopfing              | Mittleres Piestingtal     |            | 1783              | Schmerzhafte Mutter Gottes   | Pfarrkirche Wopfing                                                                                 | Pfarrkirche Wopfing         |

## Dekanat Piesting
Das Dekanat umfasst 13 Pfarren und rund 13.500 Katholiken.
Diözesaner Entwicklungsprozess
Am 29. November 2015 wurden für alle Pfarren der Erzdiözese Wien Entwicklungsräume definiert. Die Pfarren sollen in den Entwicklungsräumen stärker zusammenarbeiten, Pfarrverbände oder Seelsorgeräume bilden. Am Ende des Prozesses sollen aus den Entwicklungsräumen neue Pfarren entstehen. Im Dekanat Piesting wurden folgende Entwicklungsräume festgelegt:
- Dreistetten, Matzendorf, Piesting, Steinabrückl, Waldegg, Wöllersdorf und Wopfing
  - Subeinheit 1: Dreistetten, Piesting, Waldegg und Wopfing
  - Subeinheit 2: Matzendorf, Steinabrückl und Wöllersdorf
- Gutenstein, Pernitz, Rohr im Gebirge, Scheuchenstein, Schwarzau im Gebirge und Waidmannsfeld
  - Subeinheit 1: Gutenstein, Pernitz, Scheuchenstein und Waidmannsfeld
  - Subeinheit 2: Rohr im Gebirge und Schwarzau im Gebirge

Dechanten
- bis 2012 Peter Meidinger, Pfarrer von Piesting und Dreistetten
- seit 2012 Moderator Waclaw Stanislaw Radziejewski von Steinabrückl und Wöllersdorf[2]